# Gemeinde St. Salvator
Die Gemeinde St. Salvator war eine Gemeinde im Kärntner Bezirk Sankt Veit an der Glan, die ab 1850 bestand und mit Jahreswechsel 1972/73 aufgelöst und an die Gemeinde Friesach angeschlossen wurde.

## Geografie

### Lage
Die Gemeinde lag im Norden des Bezirks Sankt Veit an der Glan, im Westen der heutigen Gemeinde Friesach. Sie umfasste Teile des Metnitztals, des Mödringbergzugs, der Metnitzer Alpen und des Friesacher Felds. Ihre Fläche betrug zunächst knapp 62 km², ab 1915 etwa 75 km². Die Gemeinde grenzte zeit ihres Bestehens im Norden und Nordosten an die Steiermark, im Osten an die Gemeinden Zeltschach und Friesach, im Süden zunächst an die Grades, ab 1915 jedoch an die Gemeinde Straßburg, und im Westen an die Gemeinden Grades und Metnitz.

### Gliederung
Die Gemeinde umfasste lediglich die Katastralgemeinde St. Salvator, ab 1915 vorübergehend auch die provisorische Katastralgemeinde Feistritz II. Zur Gemeinde St. Salvator gehörten die Ortschaften
- Engelsdorf (nur der auf der Katastralgemeinde St. Salvator befindliche Teil des Orts)
- Guldendorf (nur der Kärntner Teil des Orts)
- Gunzenberg
- Gwerz
- Hundsdorf
- Ingolsthal
- Judendorf (nur der auf der Katastralgemeinde St. Salvator befindliche Teil des Orts)
- Leimersberg
- Mayerhofen
- Moserwinkl
- Oberdorf I (damals unter dem Namen Oberdorf geführt)
- Reisenberg
- Roßbach
- St. Johann
- St. Salvator
- St. Stefan
- Stegsdorf
- Timrian
- Wels
- Zienitzen (erst ab 1915)
- Zmuck

## Geschichte
Im Zuge der Verwaltungsreformen nach der Revolution 1848/49 wurde 1850 aus der Steuergemeinde St. Salvator, die zuvor zum Steuerbezirk Dürnstein gehört hatte, die Gemeinde St. Salvator errichtet. Die Gemeinde gehörte ab 1850 zum politischen Bezirk Sankt Veit an der Glan und zum Gerichtsbezirk Friesach. Ab 1854 gehörte sie zum Gemischten Bezirk Friesach, ab 1868 wieder zum politischen Bezirk Sankt Veit an der Glan und zum Gerichtsbezirk Friesach.
1915 wurde die Ortschaft Zienitzen von der Gemeinde Grades abgetrennt und an die Gemeinde St. Salvator angeschlossen. Das hinzugewonnene Gebiet wurde zunächst als Katastralgemeinde Feistritz II geführt, später an die Katastralgemeinde St. Salvator angeschlossen. Im Zuge der Gemeindestrukturreform wurde zum Jahreswechsel 1972/73 die gesamte Gemeinde St. Salvator mit damals 2059 Einwohnern an die Gemeinde Friesach angeschlossen.

## Bevölkerungsentwicklung
Für die Gemeinde wurden zur Zeit ihres Bestehens folgende Einwohnerzahlen angegeben:
- 1849: 1684 Einwohner[2]
- 1865: 2018 Einwohner[3]
- 1869: 2013 Einwohner, 260 Häuser[4]
- 1880: 1851 Einwohner, 249 Häuser[5]
- 1890: 1903 Einwohner, 235 Häuser[6]
- 1900: 1800 Einwohner, 241 Häuser[7]
- 1910: 1874 Einwohner, 259 Häuser (noch ohne die Ortschaft Zienitzen, die zu diesem Zeitpunkt 261 Einwohner in 44 Häusern hatte)[8]
- 1923: 1966 Einwohner, 286 Häuser (nun inklusive Zienitzen)[9]
- 1934: 2101 Einwohner[10]
- 1961: 2100 Einwohner, 359 Häuser[11]
- 1971: 2059 Einwohner[1]

Zum Vergleich: 2021 lebten 1668 Personen auf dem ehemaligen Gemeindegebiet.

## Bürgermeister
Bürgermeister der Gemeinde waren unter anderem Ernst von Knapitsch (zumindest von 1856 bis 1867), Friedrich Bogensberger (zumindest von 1876 bis 1888), Friedrich Bergner (1888 bis 1900), Ferdinand Wachernig (1900 bis 1906, nochmals um 1918), Ernst Fuchs (1906 bis 1910), Franz Eicher (1910), Franz von Knapitsch (ab 1911), Korbinian Liegl (von Anfang der 1920er-Jahre bis 1932), Isidor Brandstätter (1933 bis zumindest 1941).